# Ain't Shit
"Ain't Shit" é uma canção da rapper e cantora estadunidense Doja Cat, gravada para seu terceiro álbum de estúdio Planet Her (2021). A faixa foi lançada através da Kemosabe Records e RCA Records junto com o álbum. A canção foi composta pela artista em conjunto com David Sprecher, Kurtis McKenzie, Rogét Chahayed e Tizhimself, com produção assinada pelos dois últimos.
Originalmente intitulada "Niggas Ain't Shit" e "N.A.S.", a canção foi anunciada e antecipada meses antes, após ter sido apresentada por Doja em uma transmissão ao vivo do Instagram no início de abril de 2020. Comercialmente, a canção estreou na posição de número 40º da Billboard Hot 100 como uma faixa do álbum.

## Antecedentes e composição
Em abril de 2020, Doja apresentou a música inteira durante uma transmissão ao vivo do Instagram, antes que a prévia ganhasse força na plataforma de vídeo TikTok. Doja deu a entender o lançamento desta música sob o título acrônimo "N.A.S.", em agosto de 2020, porém isso não aconteceu. Muitos acreditavam que este título visava especulações sobre o rapper americano Nas, que a criticou em sua canção "Ultra Black" no início daquele mês. Em um ritmo de R&B e hip hop dos anos 1990, Doja canta com raiva sobre "homens imaturos e infiéis que a injustiçaram e machucaram".

## Performances ao vivo
Em julho de 2021, "Ain't Shit" foi apresentada pela primeira vez em um vídeo gravado para o Vevo, em um cenário com estruturas de ouro em um deserto da Califórnia.